# Międzynarodowy Dzień Szachów
Międzynarodowy Dzień Szachów – święto poświęcone szachom. Obchodzone jest corocznie od 1966 roku 20 lipca.

## Historia i obchody
Międzynarodowy Dzień Szachów obchodzony jest od 1966 roku. Inicjatywa powstania tego święta została podjęta przez Międzynarodową Federację Szachową (fr. Fédération Internationale des Échecs, FIDE), która została założona 20 lipca 1924 roku w Paryżu (Dzień Szachów obchodzony jest w rocznicę tego wydarzenia). Według FIDE w 2012 roku na całym świecie było 605 milionów dorosłych regularnie grających w szachy.
Święto jest obchodzone w 178 krajach. Tradycja obchodów została zaproponowana przez UNESCO. W ten dzień pod patronatem FIDE odbywają się różnego rodzaju imprezy tematyczne. Sesje jednoczesnej gry w szachy odbywają się m.in. w miejscach odosobnienia.